# فرودگاه زونالنویه
فرودگاه زونالنویه فرودگاهی عمومی واقع در تیموفسکویه در کشور روسیه است.